# Захаров, Иван Николаевич
Ива́н Никола́евич Заха́ров (10 октября 1885 — 19 октября 1930) — российский, советский военачальник, участник Первой мировой и Гражданской войн.

## Биография
Получил домашнее образование. Сдал экзамен за курс кадетского корпуса при Орловском Бахтина кадетском корпусе (1900). Окончил Тифлисское юнкерское училище (1907). На 1 января 1909 подпоручик 223-го пехотного резервного Коротоякского полка.
В 1914—1917 в 3-й Финляндской стрелковой бригаде (позже дивизии). Окончил подготовительные курсы Николаевской военной академии 2-й очереди. Штабс-капитан. Старший адъютант штаба 3-й Финляндской стрелковой дивизии (1 месяц). Исполняющий обязанности начальника штаба той же дивизии (4 месяца); капитан. Был контужен.
В РККА с 15 марта 1918 года. В 1918 слушатель старшего курса Военной академии. Помощник начальника строительного отдела Петроградского военного округа (3 месяца). С 19 июня по 10 июля 1918 — начальник оперативного отдела штаба 1-й армии в составе Восточного фронта. Начальник штаба 1-й армии (11.07-16.08.1918; 2 месяца). Консультант при командарме 1 (08.1918-02.1919). Инспектор пехоты 1-й армии (03.1919-03.1920; 11 месяцев). Помощник командующего войсками Кавказского фронта (03.-04.1920; 1 месяц). Помощник командующего войсками Западного фронта (с 29.04.1920; 12 месяцев). Временно исполняющий обязанности командующего Западным фронтом (6 месяцев).
Начальник управления по подготовке и службе войск Штаба РККА (с 01.11.1921; Приказ РВС № 13). Помощник начальника отдела по подготовке и службе Штаба РККА (с 12.12.1923; Приказ РВС № 197). Управляющий делами Совета по подготовке РККА (с 25.04.1924). Помощник инспектора пехоты РККА (с 07.01.1925). Начальник 1-го отдела Учебно-строевого управления ГУ РККА (с 25.08.1926). Руководитель кафедры тактики Военно-Медицинской Академии РККА (с 12.01.1930). Состоял в распоряжении Главного Управления РККА.
Умер 19 октября 1930 года в г. Кисловодске от туберкулеза.
Исключён из списков РККА 05.12.1930 ввиду смерти. Похоронен на Введенском кладбище (22 уч.).